# Гого Ивановски
Гого Ивановски (на македонска литературна норма: Гого Ивановски) е поет и разказвач от Република Македония.

## Биография
Роден е през 1925 година в Скопие, тогава в Югославия. Завършва висше образование. Работи като редактор в Македонската радио-телевизия. Член е на Дружеството на писателите на Македония от 1947 година. Умира в 2004 година в Скопие.